# Schwarz-Weiß 1896 Düren
Schwarz-Weiß 1896 Düren is een Duitse voetbalclub uit Düren in de Duitse deelstaat Noordrijn-Westfalen.

## Geschiedenis
De club werd in 1896 opgericht als VfJuV 1896 Düren (VfJuV = Verein für Jugend- und Volksspiele). De club was aangesloten bij de West-Duitse voetbalbond en speelde in de Zuidrijncompetitie. In 1910 promoveerde de club voor het eerst naar de hoogste klasse en werd meteen kampioen en plaatste zich voor de West-Duitse eindronde. De club versloeg BV Barmen en verloor in de kwartfinale van VfvB Ruhrort 1900. Het volgende seizoen kwamen er twee reeksen in de competitie. Beide groepswinnaars bekampten elkaar niet voor de algemene titel, maar werden wel tegenover elkaar gezet in de eindronde, waar Düren verloor van Borussia München-Gladbach. In 1912/13 moest de club de titel aan Borussia 1899 Cöln laten. Na dit seizoen werd de club overgeheveld naar de Noordrijncompetitie. Door het uitbreken van de Tweede Wereldoorlog werd de compeitite in twee reeksen gespeeld. Düren werd kampioen van de groep Aken, maar er was geen verdere wedstrijd meer tegen de andere groepswinnaar voor de algemene titel. In 1915/16 fuseerde de club tijdelijk met Germania Düren tot KSG Düren en werd opnieuw kampioen. Na één seizoen werd de fusie ongedaan gemaakt. In 1917/18 werd de club groepswinnaar van de groep Düren maar verloor in de finale om de titel van het district Aken van Alemannia Aachen. In 1919/20 ging de club in de Westrijncompetitie spelen, die na één seizoen opging in de nieuwe Rijncompetitie. De club stond na de reguliere competitie op één, maar er was besloten om de top vier een eindronde te laten spelen om de titel. Na een overwinning op Alemannia Aachen verloore de club de titel tegen VfTuR 1889 München-Gladbach. Het volgende seizoen degradeerde de club uit de Rijncompetitie. Na één seizoen keerde de club terug en werd meteen groepswinnaar. In de finale om de titel verloor de club van Kölner BC 01. De competitie was eigenlijk opgesplitst in twee jaar, in de terugronde haalde de club slechts zeven punten en zakte zo terug naar de vijfde plaats. In 1924/25 eindigde VfJuV samen met Rheydter SpV 05 eerste en verloor de wedstrijd om de titel. Het scenario van twee jaar terug herhaalde zich en ook nu had de club een belabberde terugronde met slechts zes punten waardoor ze weer vijfde werden. De volgende jaren eindigde de club in de middenmoot en door competitieinkrimping degradeerde de club in 1928/29 ondanks een zevende plaats op twaalf clubs.
In 1947 fuseerde de club met Rölsdorfer SV 1905 en werd zo Schwarz-Weiß 1896 Düren. In 2001 fuseerde de club met SG Düren 99 en werd zo SG SW Düren 99, maar in 2007 werd de fusie ongedaan gemaakt en werd terug de oude naam aangenomen.

## Erelijst
Kampioen Zuidrijn
1911, 1912
Kampioen Noordrijn-Aken/Düren (VfJuV 1896 Düren)
1915